# نیوتون (یوتا)
نیوتون (به انگلیسی: Newton) شهری در ایالت یوتا کشور ایالات متحده آمریکا است که جمعیت آن در سرشماری سال ۲۰۱۰ میلادی، ۷۸۹ نفر بوده‌است.